# Бисярин, Василий Зиновьевич
Васи́лий Зино́вьевич Бися́рин (31 марта [13 апреля] 1912 — 8 ноября 1969) — советский военачальник, генерал-полковник (1967). Командующий Прикарпатским военным округом (1967—1969).

## Биография
Родился на Катав-Ивановском заводе Уфимского уезда Уфимской губернии.
В 8-летнем возрасте остался без родителей, с 1920 года воспитывался в детских домах Златоуста, Миасса, Уфы. В 1930 году окончил школу ФЗУ в городе Новая Ляля Свердловской области. Работал заведующим учебных производств, частью школы ФЗУ.
С ноября 1934 года по декабрь 1936 года служил на срочной службе во внутренних войсках НКВД СССР, в полку НВКД по охране железных дорог войск в Свердловске. Там окончил полковую школу в мае 1935 года и служил помощником командира взвода в полку.
В Красной Армии с декабря 1939 года, был призван Новолялинским районным военкоматом Свердловской области. Назначен на должность начальника штаба батальона 741-го стрелкового полка 128-й стрелковой дивизии Сибирского военного округа. Уже в январе 1940 года в составе дивизии прибыл на фронт советско-финской войны и участвовал в боевых действиях в составе 8-й армии. После войны дивизия была передана в Прибалтийский Особый военный округ и дислоцировалась на территории Литовской ССР. С января 1941 года — помощник начальника штаба этого же полка.

## Великая Отечественная война
Участник Великой Отечественной войны с июня 1941 года. Дивизия вступила в бой в первый день войны, в ходе Прибалтийской стратегической оборонительной операции понесла большие потери и попала в окружение. После выхода из окружения в октябре 1941 года направлен на должность командира батальона 149-го стрелкового полка 144-й стрелковой дивизии 5-й армии Западного фронта. Участник битвы за Москву. В бою 12 декабря 1941 года был ранен под Звенигородом, полгода провёл в госпиталях. Изначально даже считался погибшим и до настоящего времени старший лейтенант Бисярин числится похороненным в декабре 1941 года в братской могиле в деревне Саввинская Слобода Одинцовского района Московской области.
С июля 1942 года — начальник 1-й (оперативной) части штаба, а с сентября — начальник штаба 106-й отдельной стрелковой бригады в 61-й армии Брянского фронта. Практически сразу после прибытия в бригаду началось немецкое наступление, и ходе Воронежско-Ворошиловградской оборонительной операции старший лейтенант Бисярин проявил мужество и стойкость при управлении штабом бригады и на поле боя во время 10-ти дневных боёв под Спасское, Ефимовка, Малые Горки. За отличия в этой операции награждён своей первой наградой — орденом Красной Звезды. В конце 1942 года бригада была передана в 6-ю армию Юго-Западного фронта, где майор Бисярин участвовал в Острогожско-Россошанской наступательной и в Харьковской оборонительной операциях. В феврале 1943 года во время боёв за город Изюм штаб бригады был атакован прорвавшимся немецким батальоном, тогда в тяжёлой ситуации начальник штаба Бисярин организовал отражение атаки превосходящих сил врага силами личного состава штаба, в результате немцы отступили, а затем прибывшими по вызову Бисярина другими подразделениями были разгромлены. За эту операцию награждён орденом Красного Знамени. Член ВКП(б) с 1943 года.
С мая 1943 года до конца войны — начальник штаба 62-й гвардейской стрелковой дивизии на Степном, 2-м и 3-м Украинских фронтах. Участвовал в разработке и проведении боевых действий дивизии в ходе битвы за Днепр, Нижнеднепровской, Корсунь-Шевченковской, Уманско-Ботошанской, Ясско-Кишинёвской, Будапештской, Венской наступательных операциях. Во время этих сражений многократно проявлял образцы мужества и воинского мастерства.
За образцовое управление частями в период форсирования Днепра и упорных боёв за удержание захваченного плацдарма юго-восточнее Кременчуга начальник штаба 62-й гвардейской стрелковой дивизии гвардии подполковник Бисярин был представлен к званию Героя Советского Союза. С этим решением командира 62-й гвардейской стрелковой дивизии гвардии полковника И. Н. Мошляка не согласился командующий 37-й армией М. Н. Шарохин, заменивший награду на орден Кутузова 2-й степени. Но командующий 2-м Украинским фронтом повысил награду, наградив В. З. Бисярина орденом Красного Знамени.
В ноябре 1944 года начальник штаба 62-й гвардейской стрелковой дивизии гвардии подполковник Бисярин награждён орденом Отечественной войны 1-й степени за умелое руководство частями в Ясско-Кишинёвской наступательной операции, в период с 20 по 30 августа 1944 года, и проявленную при этом мужество и отвагу.
В апреле 1945 года начальник штаба 62-й гвардейской стрелковой дивизии гвардии полковник Бисярин награждён орденом Отечественной войны 1-й степени за то, что в начальный период Венской наступательной операции умело организовал прорыв немецкой обороны севернее озера Балатон, лично умело руководил боем 186-го артиллерийского полка и захватил город Дьер, первым вместе с полком ворвавшись туда.
В апреле 1945 года начальник штаба 62-й гвардейской стрелковой дивизии гвардии полковник Бисярин награждён орденом Кутузова 2-й степени за умелое руководство штабом дивизии при форсировании ею реки Дунай, взятие городов Беньход и Польгар, взятие в плен 1500 солдат и офицеров противника и большого количества трофеев.

## Послевоенная служба
После Победы ещё год служил начальником штаба 62-й гвардейской стрелковой дивизии, в мае 1946 года назначен начальником штаба 4-й гвардейской стрелковой дивизии, в марте 1947 года — начальником штаба 95-й гвардейской стрелковой дивизии в Центральной группе войск. С сентября 1947 года учился на курсах командиров стрелковых дивизий при Военной академии имени М. В. Фрунзе, окончил их в 1948 году. С декабря 1948 года был начальником штаба 28-й гвардейской механизированной дивизии Прибалтийского военного округа, с декабря 1951 года — начальником штаба 20-й гвардейской механизированной дивизии в Группе советских оккупационных войск в Германии. С февраля 1954 по октябрь 1956 года командовал этой дивизией.
В 1957 году окончил Высшие академические курсы при Высшей военной академии имени К. Е. Ворошилова. С марта 1958 года — первый заместитель командующего 8-й танковой армией Прикарпатского военного округа, с мая 1960 года — командующий этой армией. С декабря 1964 года — начальник штаба Прикарпатского военного округа. С сентября 1967 года — командующий войсками Прикарпатского военного округа, в этом же году ему было присвоено воинское звание «генерал-полковник». В период проведения операции «Дунай» по вводу войск в Чехословакию — командующий Прикарпатским фронтом.
Являлся депутатом Верховного Совета Украинской ССР, был делегатом XX съезда КПСС.
Скончался от рака желудка 8 ноября 1969 года во Львове на 58-м году жизни.

## Воинские звания
- лейтенант (1938),
- старший лейтенант (14.12.1941),
- капитан (10.08.1942),
- майор (15.11.1942),
- подполковник (22.08.1943),
- полковник (3.11.1944),
- генерал-майор танковых войск (8.08.1955),
- генерал-лейтенант танковых войск (9.05.1961),
- генерал-полковник (21.09.1967).

## Награды
- Четыре ордена Красного Знамени (24.04.1943, 15.01.1944, 30.12.1956[11], 22.02.1968[12])
- Два ордена Богдана Хмельницкого II степени (28.04.1945, 21.02.1969[13])
- Два ордена Отечественной войны I степени (20.11.1944, 20.04.1945)
- Два ордена Красной Звезды (05.06.1943, 30.04.1954[11])
- Медаль «За боевые заслуги» (6.11.1947[11])
- Медаль «За оборону Москвы» (по указу от 1.05.1944, вручена в ноябре 1944[14])
- Медаль «За взятие Будапешта»
- Медаль «За взятие Вены»
- иные медали СССР

Иностранные награды:
- Орден Тудора Владимиреску (Румыния, 24.10.1969)
- Чехословацкий Военный крест 1939 года (Чехословакия[15])
- Медаль «25 лет освобождения Румынии» (Румыния, 03.11.1969)
- Медаль Венгрии

## Память
- Именем генерала Бисярина названа улица в г. Новая Ляля в Свердловской области.